# Industrial and Commercial Bank of China

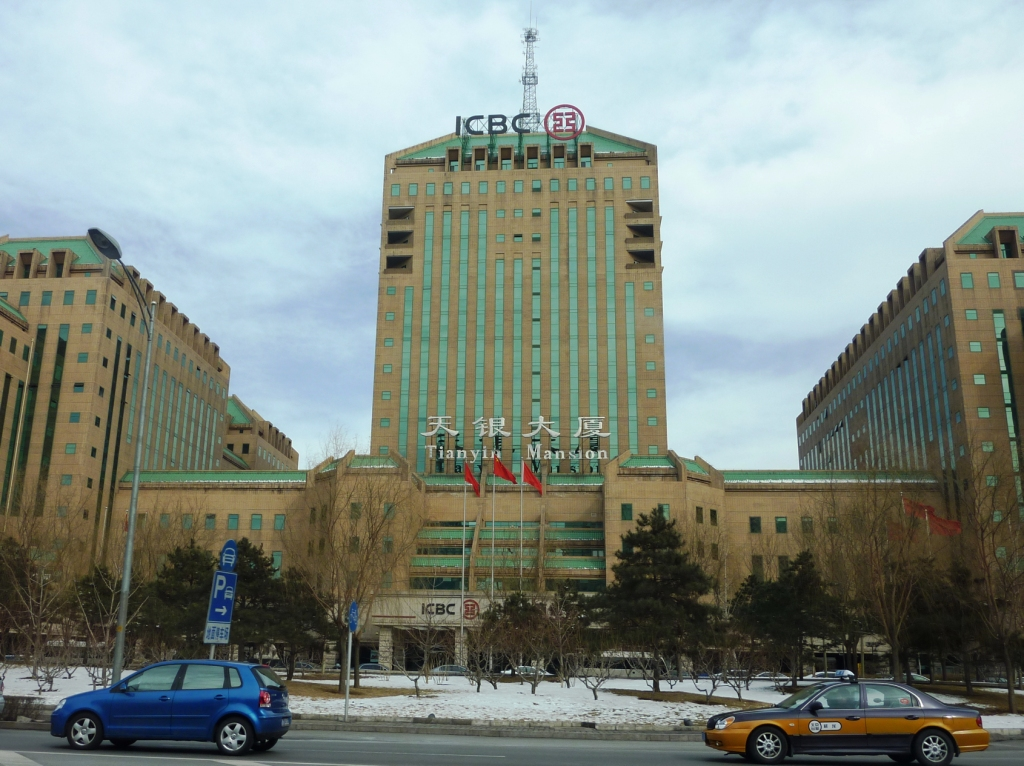
Filiale im Tianyin Mansion in Peking

Die Industrial and Commercial Bank of China Limited (ICBC, chinesisch 中國工商銀行股份有限公司 / 中国工商银行股份有限公司, Pinyin Zhōngguó Gōngshāng Yínháng Gǔfèn Yǒuxiàn Gōngsī, auch 中國工商銀行 / 中国工商银行 – „Chinesische Industrie- und Handelsbank“) gilt als die größte Bank in der Volksrepublik China und führt regelmäßig auch globale Rankings an. Auf Basis der gewichteten Methode der Forbes Global 2000-Auswertung stand sie beispielsweise im Jahr 2019 auf Platz 1 der größten börsennotierten Unternehmen der Welt. Die gesamte Marktkapitalisierung der Bank belief sich Anfang 2019 auf 305 Mrd. US-Dollar, womit sie zu den wertvollsten weltweit gehört. Mit rund 4 Bio. US-Dollar (2018) ist die Bank die größte der Welt nach Bilanzsumme.
Die Bank verfügt über 17.200 Filialen (2016), in welchen 5,8 Mio. Geschäfts- und 530 Mio. Privatkunden betreut werden. Mit 412 Filialen außerhalb Asiens ist das Unternehmen weltweit aktiv.

## Gründung und Unternehmensgeschichte
Die Bank wurde am 1. Januar 1984 mit einem Stammkapital von 20,8 Mrd. Yuan gegründet. Im Oktober 1989 wurde mit der Peony Card die erste Bankkarte herausgegeben. Ein Jahr darauf wurde das erste interne nationale Computernetz der Bank eingeweiht, welches zu diesem Zeitpunkt 91 Städte verband. 1991 wurde die Bank nach der Zeitschrift Euromoney auf Nummer 8 der 500 größten Banken weltweit gesetzt. Mit einer Tochtergesellschaft in Singapur tat das Unternehmen 1992 den ersten Schritt auf das internationale Feld. Die Spareinlagen in der Bank beliefen sich im Jahr 1993 auf etwa 500 Mrd. Yuan. Die erste Vertretung in Europa wurde im November 1995 in London eröffnet. Internetbanking für Privatkunden wurde ab Februar 2003 möglich. Im Februar 2004 wurde PricewaterhouseCoopers beauftragt einen Restrukturierungsplan auszuarbeiten. Ab April 2005 begann die Umstrukturierung des Kreditinstituts.
Am 28. Oktober 2005 wurde die Bank offiziell in ein Privatunternehmen umgewandelt, mit einem Eigenkapital von 248 Mrd. Yuan. Das Kapital wurde je zur Hälfte vom Finanzministerium Chinas und der staatlichen Central SAFE Investments Limited gehalten.
Am 27. Oktober 2006 platzierte die ICBC Aktien im Wert von umgerechnet 17,5 Mrd. Euro an den Börsen in Hongkong und Shanghai. Dies war der bis dahin größte Börsengang in der Geschichte. Insgesamt wurden 5,77 Mrd. A-Aktien an strategische Investoren, 2,35 Mrd. an institutionelle Anleger und 6,83 Mrd. an Privatinvestoren verkauft.
Im Dezember 2017 erhielt das Unternehmen eine Banklizenz in der Schweiz.
Im Juli 2022 hatte die ICBC laut ihrer Halbjahresbilanz 38,8 Milliarden Yuan (5,6 Milliarden Euro) faule Kredite in den Büchern. Ende 2021 waren es 33,8 Milliarden Yuan gewesen. Auch zwei andere chinesische Großbanken meldeten gestiegene Forderungsausfälle im Immobiliensektor. Die ICBC bezifferte ihren Gewinn im ersten Halbjahr 2022 auf 171,5 Milliarden Yuan (+ 4,9 %).

## Konzernstruktur
Das Unternehmen hat internationale Filialen in Busan (Südkorea), Frankfurt am Main (Deutschland), Hongkong, Lissabon (Portugal), Luxemburg, Macau, Moskau (Russland), New York (USA), Singapur, Seoul (Südkorea), Sydney (Australien), Tokio (Japan),  Wien (Österreich) und Zürich (Schweiz).
2007 überholte die Industrial and Commercial Bank of China mit einer Marktkapitalisierung von 1.737 Billionen Yuan (etwa 181 Milliarden Euro) erstmals die Citigroup als am höchsten bewertete Bank. Seither hält sie sich in der Spitzengruppe. Die Bilanzsumme betrug 2020 33 Billionen Yuan. Im Unternehmen wurden 2020 rund 435.000 Mitarbeiter beschäftigt.
Das Unternehmen ist nicht mit dem chinesischen Unternehmen Industrial Bank zu verwechseln.